# Miscophus lusitanicus lusitanicus
Miscophus lusitanicus lusitanicus é uma subespécie de insetos himenópteros, mais especificamente de vespas pertencente à família Crabronidae.
A autoridade científica da subespécie é de Andrade, tendo sido descrita no ano de 1952.
Trata-se de uma subespécie presente no território português.